# Schizocuma vemae
Schizocuma vemae är en kräftdjursart som beskrevs av Mihai Bacescu 1972. Schizocuma vemae ingår i släktet Schizocuma och familjen Nannastacidae. Inga underarter finns listade i Catalogue of Life.